# Scyphostegia
Scyphostegia, biljni rod iz porodice vrbovki (Salicaceae) kojemu pripada samo jedna endemska vrsta sa sjevernog Bornea. Svojevremeno je klasificiran vlastitoj, i danas nepriznatoj porodici Scyphostegiaceae.
Vrsta Scyphostegia borneensis je grm ili manje drvo koje raste na sjeveru Bornea kao endem. Rod i vrsta pripisivani su različitim porodicama, uključujući Monimiaceae (red Laurales), Moraceae (red Rosales), Tamaricaceae (Caryophyllales), i bivšoj porodici Flacourtiaceae, dok nije ustanovljeno da pripada redu Malpighiales i da je srodna porodici Salicaceae.